# Двоенка (приток Сухой Двоенки)
Двоенка (в верховье устар. Малая Двоенка) — река в Саратовской области России. Устье реки находится в 4,1 км по левому берегу реки Сухая Двоенка. Длина реки составляет 22 км, площадь водосборного бассейна 121 км².

## Данные водного реестра
По данным государственного водного реестра России относится к Донскому бассейновому округу, водохозяйственный участок реки — Медведица от истока до впадения реки Терса, речной подбассейн реки — Дон между впадением Хопра и Северского Донца. Речной бассейн реки — Дон (российская часть бассейна).
Код объекта в государственном водном реестре — 05010300112107000008535.